# Norris Division
La Norris Division della National Hockey League fu fondata nel 1974 come parte della Prince of Wales Conference. Nel 1981 si trasferì nella Clarence Campbell Conference. La Division andò avanti per 19 stagioni fino al 1993.
Il suo nome fu attribuito in onore di James E. Norris. Fu l'antecedente della Central Division.

## Campioni di Division nella stagione regolare
- 1974-75 -  Montreal Canadiens (47-14-19, 113 pt.)
- 1975-76 -  Montreal Canadiens (58-11-11, 127 pt.)
- 1976-77 -  Montreal Canadiens (60-8-12, 132 pt.)
- 1977-78 -  Montreal Canadiens (59-10-11, 129 pt.)
- 1978-79 -  Montreal Canadiens (52-17-11, 115 pt.)
- 1979-80 -  Montreal Canadiens (47-20-13, 107 pt.)
- 1980-81 -  Montreal Canadiens (45-22-13, 103 pt.)
- 1981-82 -  Minnesota North Stars (37-23-20, 94 pt.)
- 1982-83 -  Chicago Blackhawks (47-23-10, 104 pt.)
- 1983-84 -  Minnesota North Stars (39-31-10, 88 pt.)

- 1984-85 -  St. Louis Blues (37-31-11, 86 pt.)
- 1985-86 -  Chicago Blackhawks (39-33-8, 86 pt.)
- 1986-87 -  St. Louis Blues (32-33-15, 79 pt.)
- 1987-88 -  Detroit Red Wings (41-28-11, 93 pt.)
- 1988-89 -  Detroit Red Wings (34-34-12, 80 pt.)
- 1989-90 -  Chicago Blackhawks (41-33-6, 88 pt.)
- 1990-91 -  Chicago Blackhawks (49-23-8, 106 pt.)
- 1991-92 -  Detroit Red Wings (43-25-12, 98 pt.)
- 1992-93 -  Chicago Blackhawks (47-25-12, 106 pt.)

## Campioni di Division nei Playoff
- 1981-82 -  Chicago Blackhawks
- 1982-83 -  Chicago Blackhawks
- 1983-84 -  Minnesota North Stars
- 1984-85 -  Chicago Blackhawks
- 1985-86 -  St. Louis Blues
- 1986-87 -  Detroit Red Wings
- 1987-88 -  Detroit Red Wings
- 1988-89 -  Chicago Blackhawks
- 1989-90 -  Chicago Blackhawks
- 1990-91 -  Minnesota North Stars
- 1991-92 -  Chicago Blackhawks
- 1992-93 -  Toronto Maple Leafs

## Vincitori della Stanley Cup prodotti
- 1975-76 -  Montreal Canadiens
- 1976-77 -  Montreal Canadiens
- 1977-78 -  Montreal Canadiens
- 1978-79 -  Montreal Canadiens

## Vincitori della Presidents' Cup prodotti
- 1990-91 -  Chicago Blackhawks

## Vittorie della Division per squadra
| Squadra               | Titoli vinti | Ultima vittoria |
| --------------------- | ------------ | --------------- |
| Montreal Canadiens    | 7            | 1981            |
| Chicago Blackhawks    | 5            | 1993            |
| Detroit Red Wings     | 3            | 1992            |
| St. Louis Blues       | 2            | 1987            |
| Minnesota North Stars | 2            | 1984            |